# نخر صفائحي قشري زائف

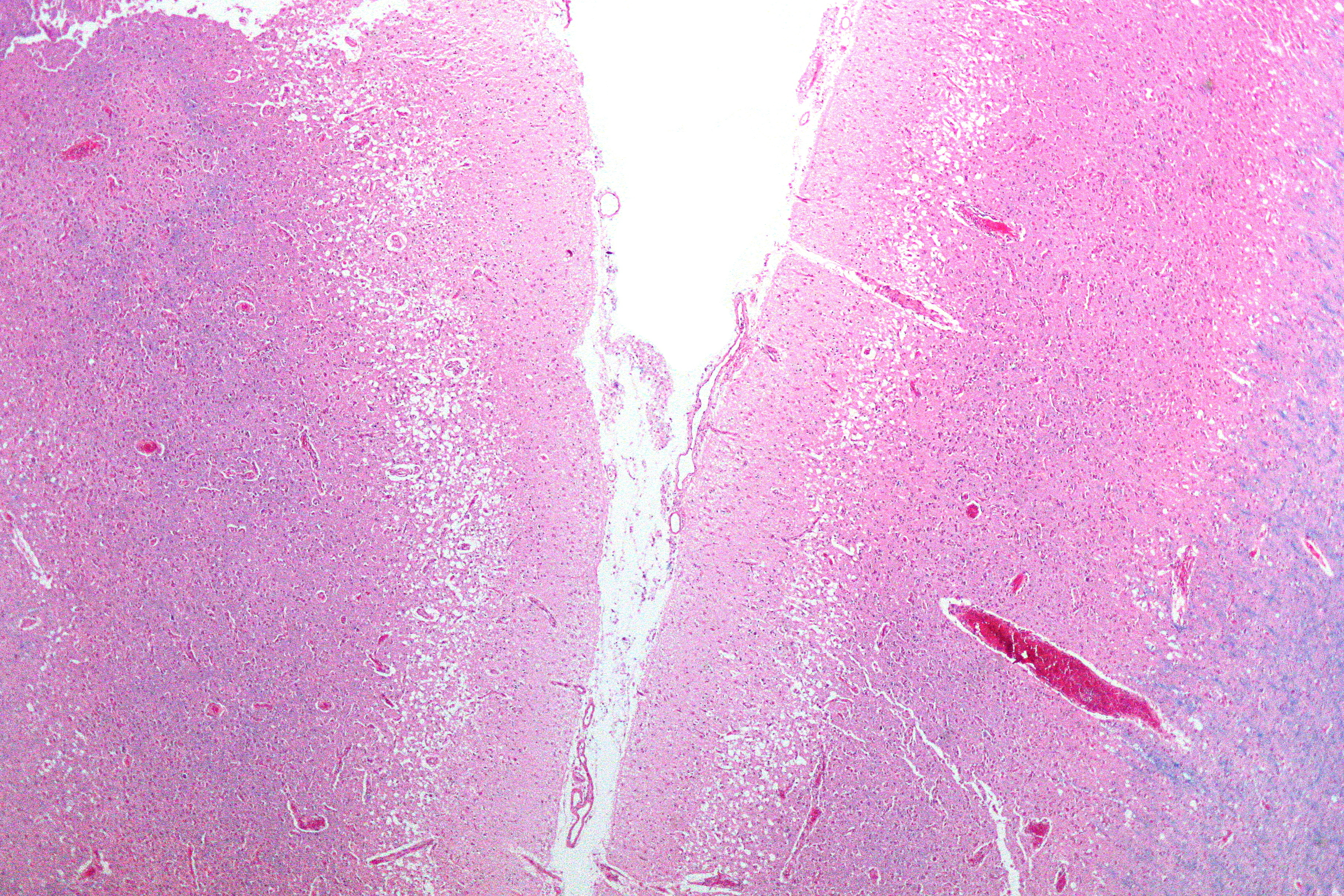
صورة مجهرية تظهر نخر صفائحي قشري زائف. صبغة عباد الشمس.

 النخر الصفائحي القشري الزائف، يُعرف أيضًا باسم النخر الصفائحي القشري أو فقط النخر الصفائحي، هو موت (لا يمكن التحكم فيه) لـلخلايا في القشرة (المخية) لـلدماغ في نمط على هيئة لفافة، مع المحافظة النسبية على الخلايا المجاورة مباشرة للسحاءة.
ويظهر في سياق نقص الأكسجة القشرية-التدهور الإقفارية، مثل السكتات الدماغية.

## وصلات خارجية
- Hypoxic-ischemic encephalopathy - principles (neuropathology.neoucom.edu)
- Laminar necrosis on MRI (rochester.edu)